# او.جی. میو

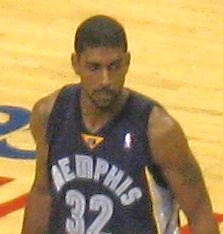

او. جی. میو (به انگلیسی: O.J. Mayo) متولد ۵ نوامبر ۱۹۸۷ در ویرجینیای باختری بازیکن سرشناس و حرفه‌ای بسکتبال لیگ ان بی ای است که هم‌اکنون در تیم دالاس ماوریکس در آمریکا بازی می‌کند.